# Helicon (cràter)
Helicon és un petit cràter d'impacte lunar que es troba a la part nord de la Mare Imbrium.

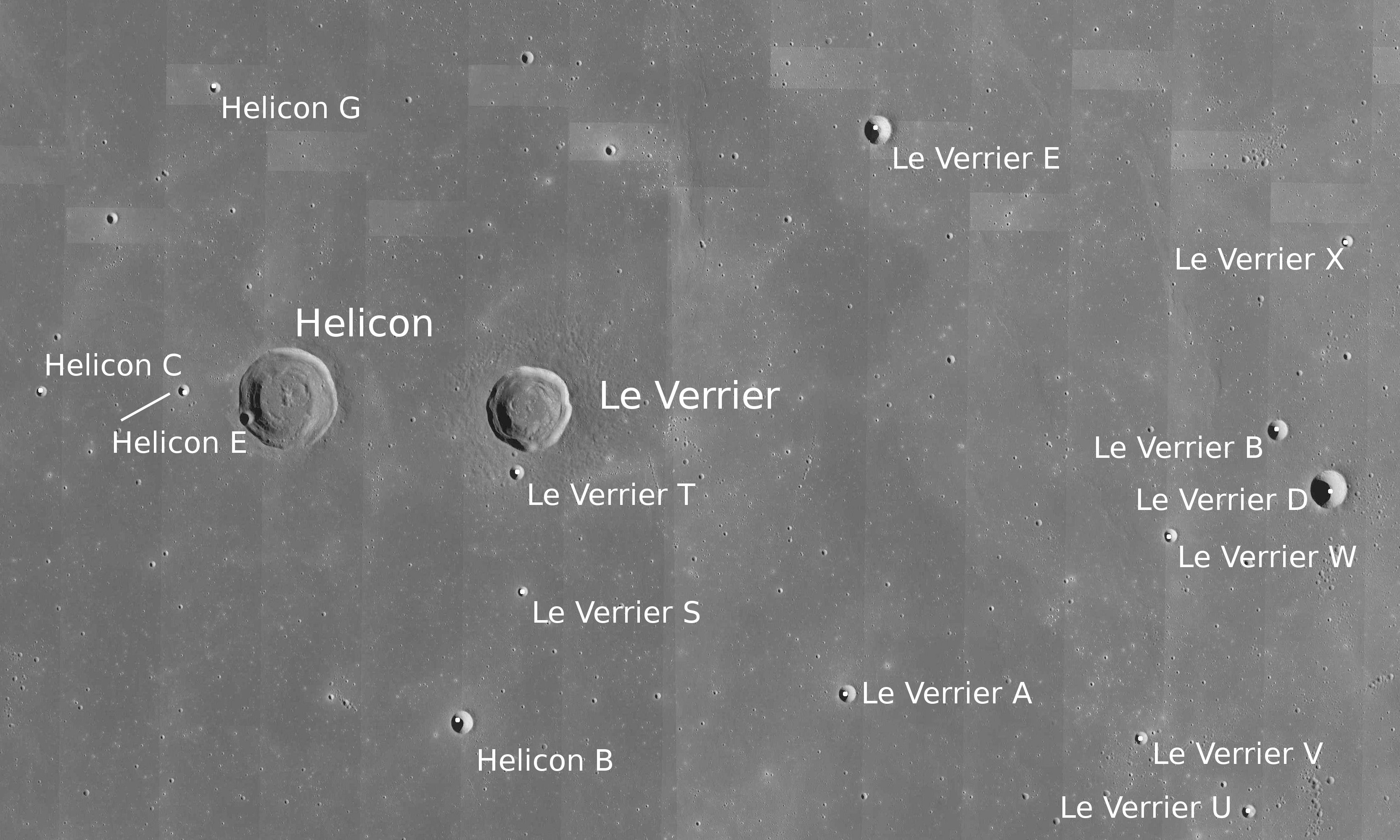
Localització d'Helicon (centre esquerra de la imatge)

Al nord-oest hi ha el prominent Sinus Iridum, una badia envoltada de les muntanyes que delimiten la mar lunar. Just a l'est apareix el cràter lleugerament més petit Le Verrier.

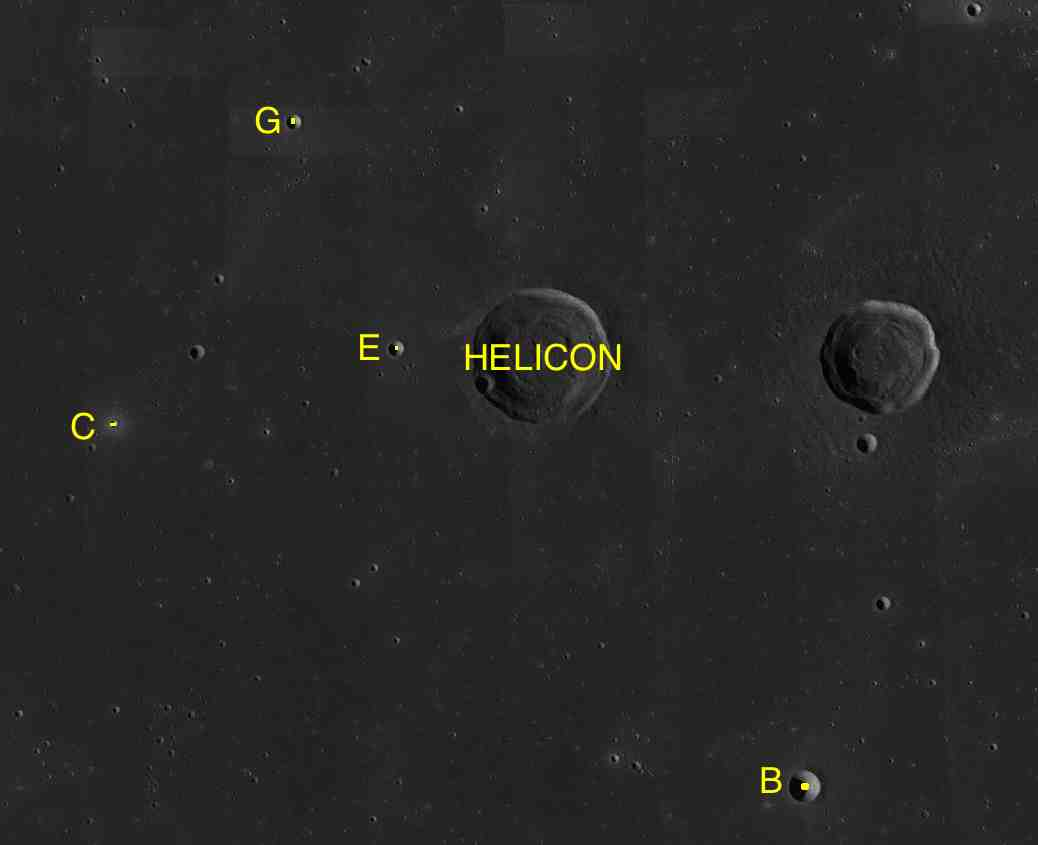
Cràters satèl·lit
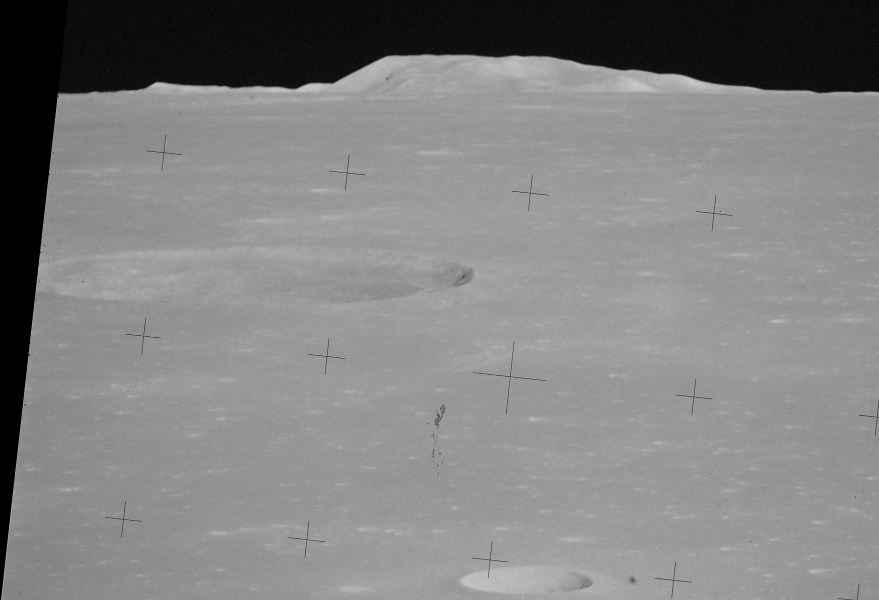
Cràter Helicon. Fotografia de la missió Apollo 15

Excepte Carlini, no es localitzen altres cràters destacables als voltants. Més lluny, al sud i al nord-est hi ha els petits cràters Guang Han Gong, Tai Wei, Tai Shi i Zi Wei.

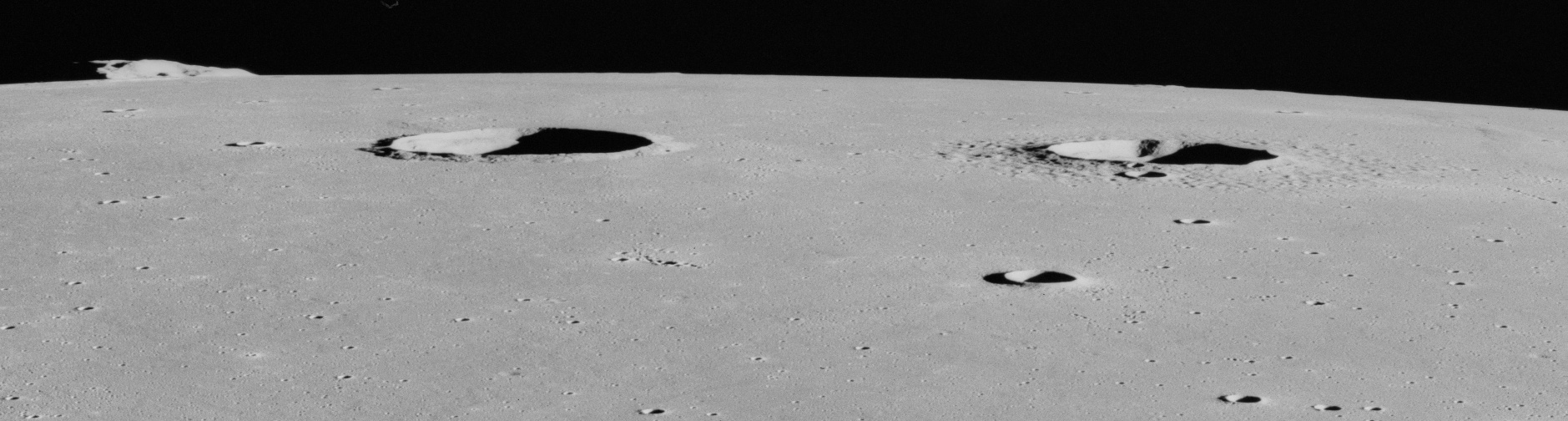
Vista rasant d'Helicon (esquerra) i Le Verrier. Fotografia de la missió Apollo 15

Helicon és una formació gairebé circular amb parets internes que es corben cap avall cap a una plataforma relativament plana. Presenta un petit cràter situat al punt mig de l'interior, i un altre més al costat sud-oest de la vora.

## Cràters satèl·lit
Per convenció aquests elements són identificats en els mapes lunars posant la lletra en el costat del punt central del cràter que està més proper a Helicon.
| Helicon | Coordenades                          | Diàmetre |
| ------- | ------------------------------------ | -------- |
| B       | 38° 00′ N, 21° 18′ O / 38.0°N,21.3°O | 6 km     |
| C       | 40° 06′ N, 26° 12′ O / 40.1°N,26.2°O | 1 km     |
| E       | 40° 30′ N, 24° 06′ O / 40.5°N,24.1°O | 3 km     |
| G       | 41° 42′ N, 24° 54′ O / 41.7°N,24.9°O | 2 km     |